# Franz Asboth
Franz Asboth (* 31. Juli 1902 in Oberwart; † 11. Oktober 1967 ebenda) war ein österreichischer Politiker (SPÖ) und Polier. Er war von 1945 bis 1947 Abgeordneter zum Burgenländischen Landtag.

## Leben
Asboth wurde als Sohn des Kleinbauern Franz Asboth aus Oberwart geboren und besuchte die Volksschule in Oberwart, bevor er den Beruf des Zimmermanns erlernte. Er war von 1933 bis 1939 als Baupolier im Iran tätig und anschließend Zimmererpolier in Wien. Von 1942 bis 1945 versah er seinen Militärdienst während des Zweiten Weltkriegs in der Organisation Todt. Nach dem Krieg lebte er von 1950 bis 1962 vorübergehend in Illmitz, wo er ein Kino betrieb.
Asboth war verheiratet.

## Politik
Von April bis Juli 1945 wurde Asboth von der sowjetischen Besatzungsmacht in Oberwart als Bürgermeister eingesetzt und baute in der Folge die SPÖ-Organisation in der Stadt und im Bezirk auf. Er war ab 1945 Vorstandsmitglied der SPÖ-Burgenland und Mitglied des Vorstands der Konsumgenossenschaft. Des Weiteren war Asboth Bezirksparteiobmann und vertrat die SPÖ in der V. Gesetzgebungsperiode vom 13. Dezember 1945 bis zum 9. Oktober 1947 im Burgenländischen Landtag. 